# Tunnel du Crêt d'Eau
Le tunnel du Crêt d'Eau appelé aussi tunnel du Crédo est un des plus longs tunnels ferroviaires situés entièrement sur le territoire français. Il permet à la ligne de Lyon-Perrache à Genève (frontière) de franchir le Grand Crêt d'Eau entre les gares de Bellegarde et Longeray-Léaz. Le débouché du tunnel côté Longeray se situe au niveau du défilé de l'Écluse et de la bifurcation avec la ligne de Longeray-Léaz au Bouveret.

## Histoire
La compagnie du chemin de fer de Lyon à Genève fut fondée le 6 août 1853 sous la conduite du banquier François Bartholoni. Elle fusionna en 1855 avec la compagnie de chemin de fer Lyon Marseille. Les travaux de la section Seyssel Genève, la dernière ouverte au trafic, furent placés sous les ordres de l'ingénieur Jacquemin. L'ingénieur ECP John Rehfous s'occupa particulièrement de l'étude du tronçon Bellegarde Genève et du tunnel du Crédo.

## Percement
Sous le Crêt d'Eau, les entrepreneurs d'origine belge MM. Basile Parent, Pierre Schaken, Thomas Brassey & William Buddicom, ces derniers d'origine britannique, ont foré en trois ans et demi les 3900 mètres du tunnel à partir des 2 têtes et de 6 puits verticaux dont 5 ont été conservés pour l'aération. Louis Favre fut mandaté pour effectuer une deuxième partie de la tâche, les 108 mètres d'un tunnel à ciel ouvert qui devait prolonger l'ouvrage. Puis une fois la ligne mise en service, le 18 mars 1858, Louis Favre reçu un mandat supplémentaire pour maçonner le tunnel sur toute sa longueur et ceci pendant son exploitation.
Les coûts constituaient à l'époque probablement un record du monde avec pratiquement 1000 francs par mètre linéaire. Tandis que la longueur était insuffisante pour approcher le record national qui était détenu avec les 4634 m du Tunnel de la Nerthe creusé en 1848 déjà sous le massif de l'Estaque dans les Bouches-du-Rhône.

## Caractéristiques
Ce tunnel est situé entre les points kilométriques (PK) 135,291 et 139,296 de la ligne de Lyon-Perrache à Genève (frontière). En partant du portail côté Bellegarde, il comporte successivement : un alignement de 1 470 m, une courbe vers la gauche de 940 m de long et de 806 m de rayon puis à nouveau un alignement d'une longueur de 1 595 m.
D'une longueur de 4 005 m, sa largeur au niveau des piédroits est de 8 m. À l'origine, il était revêtu de briques pleines sur 2 275 m et de moellons en calcaire dur sur le restant de l'ouvrage.
Il est établi en rampe de 4,0 ‰ sur ses premiers 2 974 m et pente de 3,8 ‰ au-delà.

## Géologie
D'une couverture maximale de 250 m, il traverse une couche d'alluvions sur 410 m, suivie sur 3 200 m d'une couche de molasses puis de marnes bigarrées sur 220 m et enfin de calcaire jusqu'à la sortie.

## Sécurité
À la suite de la catastrophe du tunnel du Mont-Blanc le tunnel a été inclus dans un vaste plan de mise aux normes de sécurité des tunnels français. Dans la nuit du mardi 27 au mercredi 28 septembre 2016 eut lieu un exercice d'évacuation d'un TGV Lyria (avec 15 volontaires à bord). L'exercice a impliqué la Préfecture de l'Ain, les mairies de Bellegarde-sur-Valserine et de Léaz, le SDIS de l'Ain (Fourgon pompe-tonne secours routier rail/route), le comité départemental de l'Ain de la Croix-blanche, les CFF (Train d’extinction et de sauvetage) et la direction territoriale SNCF réseau Auvergne - Rhône-Alpes.